# Кобзар в степах Казахстану
Кобзар в степах Казахстану — український документальний фільм про життя Тараса Шевченка у степах Казахстану. Міжнародний українсько-казахський проект. Фільм присвячується пам'яті Івана Миколайчука (15 червня 1941 — 3 серпня 1987).
Відеоряд підсилює казахська музика композитора-сучасника Тараса Шевченка Курмангази Сагирбайули (1823—1896), якого як і Шевченка неодноразово заарештовували (він сидів у тюрмах Уральська, Оренбурга та Іркутська), але він ніколи не здавася.
Курмангази присвятив народному повстанню казахів (1836—1838) під керівництвом Ісатая Тайманова та Махамбета Утємісова проти москалів декілька кюів (два з яких використано у фільмі).

## Сюжет
З великою реалістичною силою розкрилися побутописні якості у творчості Шевченка періоду заслання. Він шанував національний характер, звичаї, особливості поведінки казахів, туркменів. Обирав героїв для своїх сепій з-поміж демократичних низів, змальовував їх із щирою симпатією.
Цікава тема у побутових композиціях цього періоду — життя казахських дітей.
На повну силу розкрилося обдаровання Шевченка-пейзажиста під час його праці в Археографічній комісії та пізніше в експедиціях на Арал і в гори Каратау.

## Особливі композитори фільму
- Курмангази Сагирбайули
- Нургіса Тлєндієв